# Dansk Melodi Grand Prix
A Dansk Melodi Grand Prix (magyarul: Dán Eurovíziós Nagydíj) egy évente megrendezett zenei fesztivál Dániában. A verseny szervezője a Danmarks Radio. A Dansk Melodi Grand Prix győztese képviselheti Dániát az Eurovíziós Dalfesztiválon.
Dánia három alkalommal nyert az Eurovíziós Dalfesztiválon, 1963-ban, 2000-ben és 2013-ban, ezzel beállította az Norvégia és rekordját. Náluk az Egyesült Királyság, Franciaország, Hollandia, Írország, Izrael, Luxemburg, Olaszország, Svédország és Ukrajna rendelkezik több győzelemmel.

## Története
Az első években a pontozást egyetlen szakmai zsűri végezte. 1964-ben első alkalommal a nézők szavazhattak, levelezőlap segítségével. A dalok előadása után öt napon keresztül lehetett szavazni, és a dán tévé 233.465 szavazatot kapott. 1966-tól kezdve a választás évente regionális zsűrik kezébe került, kivéve 1980-at és 1981-et, amikor közönségzsűriket alkalmaztak. 1967 és 1977 között Dánia nem vett részt az Eurovíziós Dalfesztiválon, így nem tartottak nemzeti döntőt sem. Tizenegy éves kihagyás után 1978-ban rendezték meg újra a Melodi Grand Prixet, és regionális zsűrik alakították ki a végeredményt. Érdekesség, hogy a mezőnyben ott volt az 1963-ban győztes Grethe Ingmann, és az Olsen Brothers is, akik huszonkét évvel később nyerték meg a versenyt, ekkor azonban egyikük sem tudta kivívni a részvétel jogát.
1990-ben már a nézők választották ki az indulót, telefonos szavazás segítségével. A szavazás két körből állt: az első fordulóból az első öt helyezett jutott tovább, és utána már csak ezekre lehetett szavazni. A következő években is ezt a lebonyolítási rendszert alkalmazták. Az ország debütálása óta 1997-ig csak dán nyelvű dalokat adhatott elő. Röviddel azután, hogy megszűnt a nyelvhasználati szabályzat, Dánia angol nyelven indított versenyzőt a következő Eurovíziós Dalfesztiválra. 1994-ben, 1998-ban és 2003-ban sem rendezték meg a Dansk Melodi Grand Prixet, mivel az előző években elért alacsony pontszámok miatt a dánok kieséses rendszer alapján kénytelenek voltak kihagyni a versenyt. Egy alkalommal előfordult, hogy a nemzeti válogató győztese végül mégsem indulhatott a dalfesztiválon. Ez 1996-ban történt, amikor Martin Loft és Dorthe Andersen Kun med dig című dala egy egyszeri audio selejtezőn kiesett. A dán induló itt a huszonötödik helyen végzett, miközben csak a legjobb 22 ország juthatott tovább a versenyre.
2007-ben először rendeztek elődöntőket is. A svéd Melodifestivalen mintájára a kiesett dalok közül a legjobbak egy vigaszágas elődöntőben kaptak egy második esélyt. Meglepetésre egy vigaszágról érkezett dal lett a végső győztes. 2009 óta nem rendeztek elődöntőt, ekkor a döntőben tíz dal versenyzett. Szintén a svéd nemzeti döntő mintájára a dalok kettesével párbajt vívtak egymással, egyenes kieséses rendszerben dőlt el az induló kiléte.
2013-ban Emmelie de Forest Only Teardrops című dalával harmadik győzelmüket aratták és egyben ez az eddigi legtöbb pontot szerzett dán dal. 2020 volt az egyetlen év, amikor koppenhágai Royal Arénában rendezték a döntőt, azonban a COVID–19-koronavírus-világjárvány miatt nézők nem voltak az arénában. Később az Európai Műsorsugárzók Uniója bejelentette, hogy 2020-ban nem tudják megrendezni az Eurovíziós Dalfesztivált a világjárvány miatt. Az ekkori győztes Ben & Tan 2021-ben annak ellenére, hogy jelentkeztek a nemzeti döntőbe, a dán közmédia nem válogatta be őket az élő adás mezőnyébe és végül nem kaptak újabb lehetőséget az ország képviseletére a következő évben.

## Résztvevők
| Év   | Előadó                          | Dal                              | Magyar fordítás                                                                                                | Döntő                          | Pontszám                       | Elődöntő             | Pontszám             |
| ---- | ------------------------------- | -------------------------------- | --- | ------------------------------ | ------------------------------ | -------------------- | -------------------- |
| 1957 | Birthe Wilke és Gustav Winckler | Skibet skal sejle i nat          | Erik Fiehn Poul Sørensen                                                                                       | 3.                             | 10                             | Nem volt elődöntő    | Nem volt elődöntő    |
| 1958 | Raquel Rastenni                 | Jeg rev et blad ud af min dagbog | Harry Jensen Sven Ulrik                                                                                        | 8.                             | 3                              | Nem volt elődöntő    | Nem volt elődöntő    |
| 1959 | Birthe Wilke                    | Uh, jeg ville ønske jeg var dig  | Carl Andersen Otto Lington                                                                                     | 5.                             | 12                             | Nem volt elődöntő    | Nem volt elődöntő    |
| 1960 | Katy Bødtger                    | Det var en yndig tid             | Sven Buemann Vilfred Kjær                                                                                      | 10.                            | 4                              | Nem volt elődöntő    | Nem volt elődöntő    |
| 1961 | Dario Campeotto                 | Angelique                        | Aksel V. Rasmussen                                                                                             | 5.                             | 12                             | Nem volt elődöntő    | Nem volt elődöntő    |
| 1962 | Ellen Winther                   | Vuggevise                        | Kjeld Bonfils Sejr Volmer-Sørensen                                                                             | 10.                            | 2                              | Nem volt elődöntő    | Nem volt elődöntő    |
| 1963 | Grethe és Jørgen Ingmann        | Dansevise                        | Otto Francker Sejr Volmer-Sørensen                                                                             | 1.                             | 42                             | Nem volt elődöntő    | Nem volt elődöntő    |
| 1964 | Bjørn Tidmand                   | Sangen om dig                    | Aksel V. Rasmussen Mogens Dam                                                                                  | 9.                             | 4                              | Nem volt elődöntő    | Nem volt elődöntő    |
| 1965 | Birgit Brüel                    | For din skyld                    | Jørgen Jersild Poul Henningsen                                                                                 | 7.                             | 10                             | Nem volt elődöntő    | Nem volt elődöntő    |
| 1966 | Ulla Pia                        | Stop - mens legen er go'         | Erik Kåre | 14.                            | 4                              | Nem volt elődöntő    | Nem volt elődöntő    |
|      |                                 |                                  | |                                |                                | Nem volt elődöntő    | Nem volt elődöntő    |
| 1978 | Mabel                           | Boom Boom                        | Andy Kulmbak Christian Have Michael Trempenau Peter Nielsen                                                    | 16.                            | 13                             | Nem volt elődöntő    | Nem volt elődöntő    |
| 1979 | Tommy Seebach                   | Disco Tango                      | Keld Heick Tommy Seebach                                                                                       | 6.                             | 76                             | Nem volt elődöntő    | Nem volt elődöntő    |
| 1980 | Bamses Venner                   | Tænker altid på dig              | Bjarne Gren Jensen Flemming Jørgensen                                                                          | 14.                            | 25                             | Nem volt elődöntő    | Nem volt elődöntő    |
| 1981 | Debbie Cameron és Tommy Seebach | Krøller eller ej                 | Keld Heick Tommy Seebach                                                                                       | 11.                            | 41                             | Nem volt elődöntő    | Nem volt elődöntő    |
| 1982 | Brixx                           | Video, Video                     | Jens Brixtofte                                                                                                 | 17.                            | 5                              | Nem volt elődöntő    | Nem volt elődöntő    |
| 1983 | Gry Johansen                    | Kloden drejer                    | Billy Cross Christian Jacobsen Flemming Gernyx Lars Christensen                                                | 17.                            | 16                             | Nem volt elődöntő    | Nem volt elődöntő    |
| 1984 | Hot Eyes                        | Det' lige det                    | Keld Heick Søren Bundgaard                                                                                     | 4.                             | 101                            | Nem volt elődöntő    | Nem volt elődöntő    |
| 1985 | Hot Eyes                        | Sku' du spørg' fra no'en?        | Keld Heick Søren Bundgaard                                                                                     | 11.                            | 41                             | Nem volt elődöntő    | Nem volt elődöntő    |
| 1986 | Lise Haavik                     | Du er fuld af løgn               | John Hatting                                                                                                   | 6.                             | 77                             | Nem volt elődöntő    | Nem volt elődöntő    |
| 1987 | Anne-Cathrine Herdorf & Bandjo  | En lille melodi                  | Helge Engelbrecht Jacob Jonia                                                                                  | 5.                             | 83                             | Nem volt elődöntő    | Nem volt elődöntő    |
| 1988 | Kirsten & Søren                 | Ka' du se hva' jeg sa'?          | Keld Heick Søren Bundgaard                                                                                     | 3.                             | 92                             | Nem volt elődöntő    | Nem volt elődöntő    |
| 1989 | Birthe Kjær                     | Vi maler byen rød                | Keld Heick Søren Bundgaard                                                                                     | 3.                             | 111                            | Nem volt elődöntő    | Nem volt elődöntő    |
| 1990 | Lonnie Devantier                | Hallo Hallo                      | John Hatting Keld Heick Torben Lendager                                                                        | 8.                             | 64                             | Nem volt elődöntő    | Nem volt elődöntő    |
| 1991 | Anders Frandsen                 | Lige der hvor hjertet slår       | Michael Elo | 19.                            | 8                              | Nem volt elődöntő    | Nem volt elődöntő    |
| 1992 | Kenny Lübcke és Lotte Nilsson   | Alt det som ingen ser            | Carsten Warming                                                                                                | 12.                            | 47                             | Nem volt elődöntő    | Nem volt elődöntő    |
| 1993 | Tommy Seebach Band              | Under stjernerne på himlen       | Keld Heick Tommy Seebach                                                                                       | 22.                            | 9                              | Nem volt elődöntő    | Nem volt elődöntő    |
|      |                                 |                                  | |                                |                                | Nem volt elődöntő    | Nem volt elődöntő    |
| 1995 | Aud Wilken                      | Fra Mols til Skagen              | Lise Cabble Mette Mathiesen                                                                                    | 5.                             | 92                             | Nem volt elődöntő    | Nem volt elődöntő    |
| 1996 | Dorthe Andersen és Martin Loft  | Kun med dig                      | Jascha Richter Keld Heick                                                                                      | Nem jutott ki a dalfesztiválra | Nem jutott ki a dalfesztiválra | Nem volt elődöntő    | Nem volt elődöntő    |
| 1997 | Kølig Kaj                       | Stemmen i mit liv                | Lars Pedersen Thomas Lægård                                                                                    | 16.                            | 25                             | Nem volt elődöntő    | Nem volt elődöntő    |
|      |                                 |                                  | |                                |                                | Nem volt elődöntő    | Nem volt elődöntő    |
| 1999 | Trine Jepsen és Michael Teschl  | This Time I Mean It              | Ebbe Ravn | 8.                             | 71                             | Nem volt elődöntő    | Nem volt elődöntő    |
| 2000 | Olsen Brothers                  | Fly on the Wings of Love         | Jørgen Olsen                                                                                                   | 1.                             | 195                            | Nem volt elődöntő    | Nem volt elődöntő    |
| 2001 | Rollo & King                    | Never Ever Let You Go            | Laub Nielsen Stefan Teilmann Søren Poppe Thomas Brekling                                                       | 2.                             | 177                            | Nem volt elődöntő    | Nem volt elődöntő    |
| 2002 | Malene                          | Tell Me Who You Are              | Michael Ronson                                                                                                 | 24.                            | 7                              | Nem volt elődöntő    | Nem volt elődöntő    |
|      |                                 |                                  | |                                |                                | Nem volt elődöntő    | Nem volt elődöntő    |
| 2004 | Thomas Thordarson               | Shame on You                     | Iben Plesner Ivar Lind Greiner                                                                                 | Nem jutott be a döntőbe        | Nem jutott be a döntőbe        | 13.                  | 56                   |
| 2005 | Jakob Sveistrup                 | Talking to You                   | Andreas Mørck Jacob Launbjerg                                                                                  | 9.                             | 125                            | 3.                   | 185                  |
| 2006 | Sidsel Ben Semmane              | Twist of Love                    | Niels Drevsholt                                                                                                | 18.                            | 26                             | Automatikusan döntős | Automatikusan döntős |
| 2007 | DQ                              | Drama Queen                      | Claus Christensen Peter Andersen Simon Munk                                                                    | Nem jutott be a döntőbe        | Nem jutott be a döntőbe        | 19.                  | 45                   |
| 2008 | Simon Mathew                    | All Night Long                   | Jacob Launbjerg Nis Bøgvad Svend Gudiksen                                                                      | 15.                            | 60                             | 3.                   | 112                  |
| 2009 | Brinck                          | Believe Again                    | Lars Halvor Jensen Martin Møller Larsson Ronan Keating                                                         | 13.                            | 74                             | 8.                   | 69                   |
| 2010 | Chanée és N'evergreen           | In a Moment Like This            | Erik Bernholmis Henrik Sethsson Thomas G:son                                                                   | 4.                             | 149                            | 5.                   | 101                  |
| 2011 | A Friend In London              | New Tomorrow                     | Jakob Glæsner Lise Cabble                                                                                      | 5.                             | 134                            | 2.                   | 135                  |
| 2012 | Soluna Samay                    | Should’ve Known Better           | Amir Sulaiman Chief 1 Isam Bachiri Remee                                                                       | 23.                            | 21                             | 9.                   | 63                   |
| 2013 | Emmelie de Forest               | Only Teardrops                   | Julia Fabrin Jakobsen Lise Cabble Thomas Stengaard                                                             | 1.                             | 281                            | 1.                   | 167                  |
| 2014 | Basim                           | Cliche Love Song                 | Daniel Fält Kim Nowak-Zorde Lasse Lindorff                                                                     | 9.                             | 74                             | Automatikusan döntős | Automatikusan döntős |
| 2015 | Anti Social Media               | The Way You Are                  | Chief 1 Remee S. Jackman                                                                                       | Nem jutott be a döntőbe        | Nem jutott be a döntőbe        | 13.                  | 33                   |
| 2016 | Lighthouse X                    | Soldiers of Love                 | Daniel Lund Jørgensen Johannes Nymark Katrine Klith Andersen Martin Skriver Sebastian F. Ovens Søren Bregendal | Nem jutott be a döntőbe        | Nem jutott be a döntőbe        | 17.                  | 34                   |
| 2017 | Anja Nissen                     | Where I Am                       | Angel Tupai Anja Nissen Michael D'Arcy                                                                         | 20.                            | 77                             | 10.                  | 101                  |
| 2018 | Rasmussen                       | Higher Ground                    | Karl Eurén Niclas Arn                                                                                          | 9.                             | 226                            | 5.                   | 204                  |
| 2019 | Leonora                         | Love Is Forever                  | Emil Lei Lise Cabble Melanie Wehbe                                                                             | 12.                            | 120                            | 10.                  | 94                   |
| 2020 | Ben & Tan                       | Yes                              | Emil Rosendal Lei Jimmy Jansson Linnea Deb                                                                     | Elmaradt a verseny             | Elmaradt a verseny             | Elmaradt a verseny   | Elmaradt a verseny   |
| 2021 | Fyr & Flamme                    | Øve os på hinanden               | Laurits Emanuel                                                                                                | Nem jutott be a döntőbe        | Nem jutott be a döntőbe        | 11.                  | 89                   |
| 2022 | Reddi                           | The Show                         | Chief 1 Ihan Haydar Julia Fabrin Remee Jackman Siggy Savery                                                    | Nem jutott be a döntőbe        | Nem jutott be a döntőbe        | 13.                  | 55                   |
| 2023 | Reiley                          | Breaking My Heart                | Bård Mathias Bonsaksen Hilda Stenmalm Rani Petersen Sivert Hjeltnes Hagtvet                                    | Nem jutott be a döntőbe        | Nem jutott be a döntőbe        | 14.                  | 6                    |
| 2024 | Saba                            | Sand                             | Jonas Thander Melanie Wehbe Pil Jeppesen                                                                       | Nem jutott be a döntőbe        | Nem jutott be a döntőbe        | 12.                  | 36                   |
| 2025 | Sissal                          | Hallucination                    | Chris Rohde-Frisk Lina Spangsberg Linnea Deb Malthe Johansen Marcus Winther-John Melanie Wehbe                 | 23.                            | 47                             | 8.                   | 61                   |
| 2026 | 2026. február 14.               | 2026. február 14.                | |                                |                                |                      |                      |

## Lásd még
- Dansk Melodi Grand Prix 1957
- Dansk Melodi Grand Prix 2017
- Dansk Melodi Grand Prix 2018
- Dansk Melodi Grand Prix 2019
- Dansk Melodi Grand Prix 2020
- Eurovíziós Dalfesztivál
- Dánia az Eurovíziós Dalfesztiválokon